# Ivan Gentil
Ivan Gentil (* 1972) ist ein französischer Mathematiker, der sich mit stochastischen Prozessen und partiellen Differentialgleichungen befasst.
Gentil wurde 2001 bei Michel Ledoux an der Universität Paul Sabatier in Toulouse promoviert (Inégalités de Sobolev logarithmiques et hypercontractivité en mécanique statistique et en EDP). 2008 folgte die Habilitation (Inégalités fonctionnelles: probabilités et EDP). Er ist Professor an der Universität Claude Bernard in Lyon (Institut Camille Jordan).
Gentil befasste sich unter anderem mit asymptotischen Verhalten bei Diffusion und Geometrie von Diffusion, logarithmischen Sobolew-, Sobolew- und Poincaré-Ungleichungen, Transport-Ungleichungen und Hamilton-Jacobi-Gleichungen. 

## Schriften
- mit Dominique Bakry, Michel Ledoux: Analysis and Geometry of Markov Diffusion Operators, Grundlehren der mathematischen Wissenschaften  348, Springer  2014
- mit I. Catto, G. Pons: Elements de calcul differentiel pour l'économie, Ed. Ellipses 2011
- mit C. Ané, S.  Blachère, D.  Chafaï, P. Fougères, F. Malrieu, C.  Roberto, G. Scheffer:  Sur les inégalités de Sobolev logarithmique, Panorama et Synthèse 10, SMF, Paris 2000